# Rainbow Bridge National Monument
Pour les articles homonymes, voir Rainbow Bridge.
Le monument national de Rainbow Bridge (en anglais, Rainbow Bridge National Monument) est un monument national américain administré par le Glen Canyon National Recreation Area. Il abrite le plus grand pont naturel du monde. Située à l'extrémité du lac Powell au sud de l'Utah, le pont mesure près de 84 mètres de long, sa hauteur est de 90 m et sa largeur de 10 m. Le site est un lieu sacré pour les Amérindiens et par respect pour leurs croyances, nul ne doit s'en approcher ou passer dessous. Plusieurs familles amérindiennes résident encore à proximité.

## Géologie

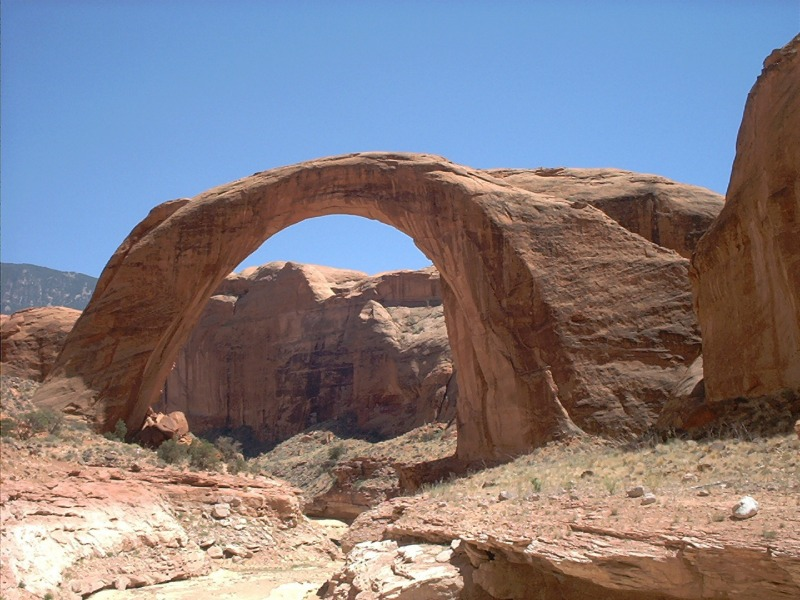
Le Rainbow Bridge National Monument est un monument national américain qui abrite le plus grand pont naturel du monde.

Le Rainbow Bridge est situé dans un canyon accidenté et isolé au pied de la montagne Navajo proche du lac Powell. Ce n'est pas une arche, dont l'érosion est due au vent et au sable, mais un pont, dont l'érosion est due à une rivière qui passe dessous.
Le Rainbow Bridge est composé de grès datant de la fin du Trias au Jurassique.
D'importantes fluctuations climatiques durant le Trias et le Jurassique ont produit des couches de grès de différentes duretés. La région a été alternativement recouverte par la mer et un désert comparable au Sahara. À la fin du Jurassique, la mer recouvre de nouveau la région, comprimant fortement le sable, formant ainsi le grès. Durant la dernière glaciation, un affluent du Colorado, a creusé son lit dans les roches tendres créant un méandre autour de la roche plus dure qui deviendra le Rainbow Bridge (l'ancien cours du ruisseau est encore visible sur le somment de l'arche).

## Historique

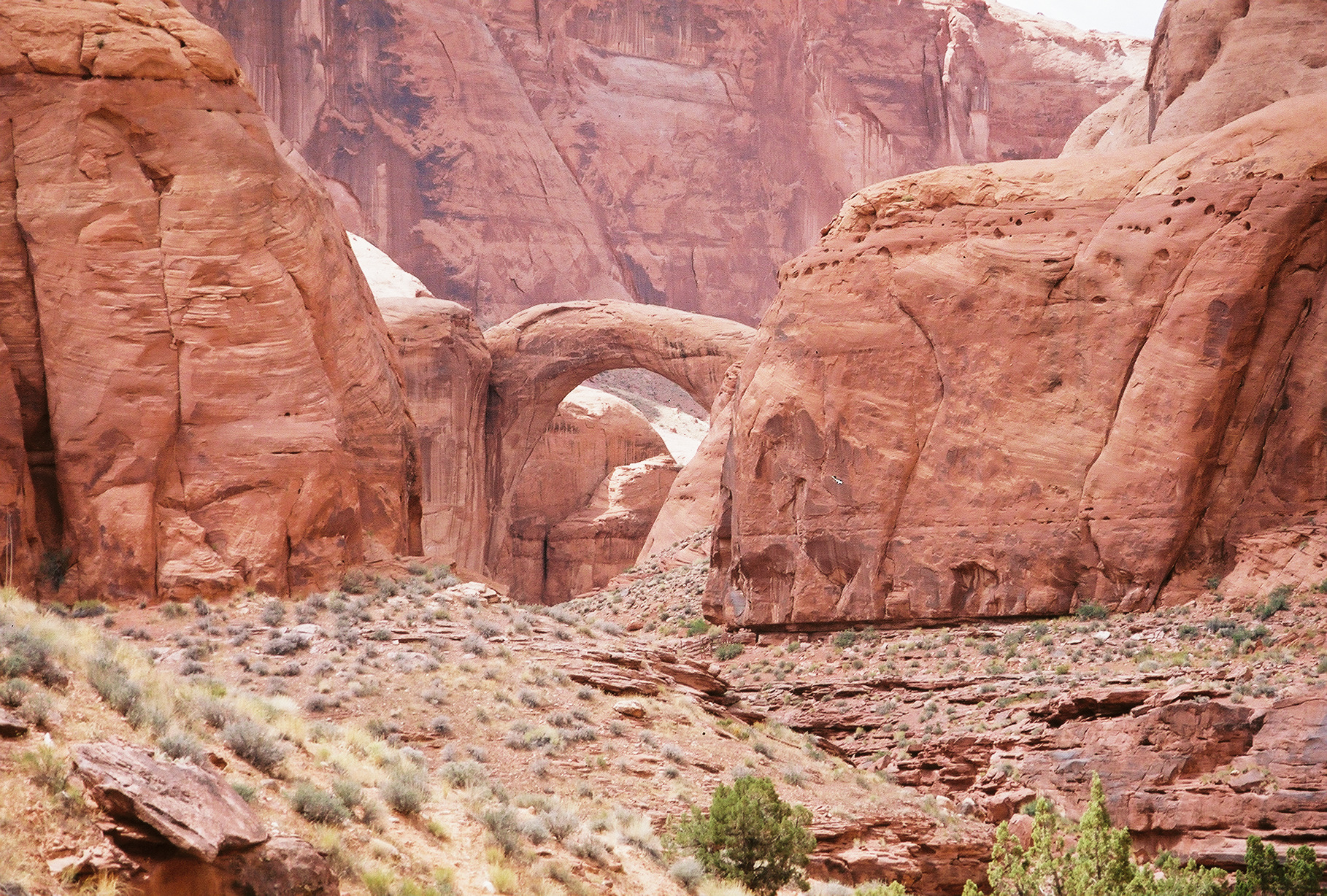
Le Rainbow Bridge et le canyon environnant, vu du côté de la Navajo Mountain.

Le Rainbow Bridge est connu depuis de nombreux siècles des peuples amérindiens de la région, d'abord les Anasazis, puis les Païutes et les Navajos qui ont appelé le pont Nonnezoshe (« arc-en-ciel de pierre »).
En 1909, le Rainbow Bridge est découvert lors d'une campagne menée par l'explorateur John Wetherill, un guide amérindien, Nasja Beay, Jim Mike, William Douglass et l'archéologue Byron Cummings. Il fut baptisé ainsi par rapport à une légende Navajo.

Le 30 mai 1910, le président William Howard Taft proclame le Rainbow Bridge comme monument national américain. Theodore Roosevelt et  Zane Grey, un romancier américain, deviennent les premiers visiteurs à faire le voyage à pied et à cheval en partant de Oljeto ou de la montagne Navajo. Le Rainbow Bridge est devenu plus accessible grâce à la popularité du Colorado après la Seconde Guerre mondiale, puis après la construction du barrage de Glen Canyon et la formation du lac Powell permettant à des bateaux de tourisme de s'en approcher. Selon les années et le niveau du lac Powell, la longueur du chemin qu'il faut emprunter à pied pour y parvenir est plus ou moins longue. Les années où le niveau du lac Powell était très élevé, il était même possible d'y parvenir directement en bateau.

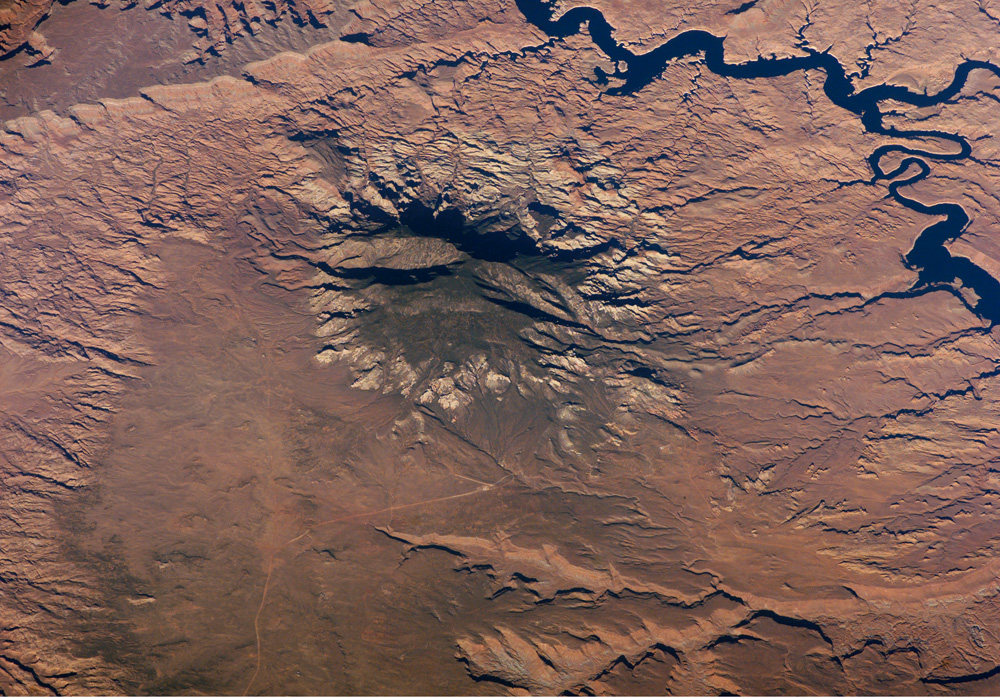
Localisation du Rainbow Bridge par rapport à la montagne Navajo et au lac Powell.